# Renée de Rieux de Châteauneuf
Renée de Châteauneuf (Bretagne, 1541 – Firenze, 1582) francia udvarhölgy.
1541-ben született Bretagne-ban, az ottani nemesség egyik leghíresebb tagjaként. Apja Jean de Rieux nemesúr volt, anyja pedig Béatrice Perrière. A szülők 1548-ban házasodtak össze. Renée-nek három testvére volt, René, Françoise és Guy.
Renée szőke hajával és kék szemével elnyerte a „gyönyörű” jelzőt. Szépségét számos korabeli vers dicsérte.
1569 és 1571 között lett a későbbi III. Henrik francia király ágyasa, akivel egyidősek is voltak. 1575-ben, amikor Henrik megnősült, s feleségére, Vaudemont Lujza grófnőre való tekintettel száműzte őt az udvarból, Renée hozzáment egy firenzei férfihoz, bizonyos Antinottihoz, ám frigyük csak körülbelül két évig tartott. A férfi rejtélyes körülmények között halt meg, akkori pletykák szerint Renée ölte vagy ölette meg őt.
1577 februárjában már új hitvese volt, titokban hozzáment Henrik udvartartásának egyik tagjához, Philippe d'Altoviti kapitányhoz, egy provence-i úrhoz. December 20-ig tartották titokban a frigyet mások előtt. A férje 1586. június 2-án hunyt el, mikor a néhai II. Henrik francia király fattyú fiával, Angoulême Henrikkel párbajozott. Ebből a frigyből két fia és két leánya született Renée-nek, Marseille d’Altouvitis, Emmanuel, Clarice és Philippe.
Özvegységre jutva utolsó éveit Firenzében töltötte, ott is halt meg.